# Karl Herrle

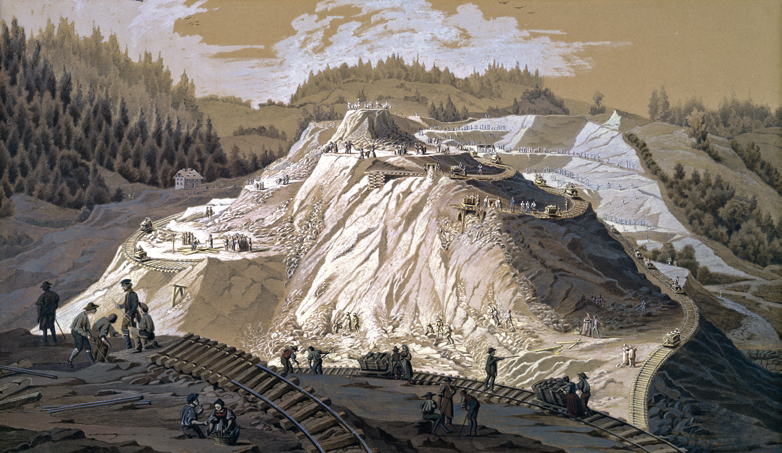
Rentershofer Bahndamm

Karl Herrle (* 24. Dezember 1828; † nach 1878) war ein deutscher Eisenbahnmaler.
Sein Vater war magistratischer Verwalter. Herrle wurde im Matrikelbuch der Akademie der Bildenden Künste München am 11. November 1848 eingetragen und erhielt am 13. Juli 1849 seine Matrikel.
Gemeinsam mit seinem Bruder, dem Ingenieur-Praktikanten Jakob Herrle, wurde Karl Herrle von der bayerischen Eisenbahnbau-Kommission beauftragt, den Fortschritt der Bauarbeiten an allen bayerischen Staatsbahnstrecken sowie die fertiggestellten Bauobjekte grafisch zu dokumentieren. So entstanden viele Aquarelle, die sich zum Teil in den Sammlungen des DB-Museums in Nürnberg befinden.
Ein Teil seiner Aquarelle wurde in Form eines Albums der bayerischen Eisenbahn am 31. Dezember 1855 der Königin Marie von Bayern überreicht.
Von 1856 bis 1866 war er in Würzburg als Maler tätig. 1865 besuchte er München. Von 1870 bis 1872 war er am Stadttheater in Riga als Dekorationsmaler angestellt, malte auch Veduten dieser Stadt.